# VIII legislatura del País Valencià
La huitena legislatura del País Valencià es va iniciar el 9 de juny de 2011, data de constitució de les noves Corts Valencianes sorgides de les eleccions celebrades el 22 de maig de 2011 en les quals el Partit Popular de la Comunitat Valenciana (PPCV) obtingué majoria absoluta. El candidat del PPCV Francisco Camps fou investit President de la Generalitat Valenciana el 16 de juny, tot i que dimití el 20 de juliol del mateix any a causa de la seua implicació al Cas Gürtel i fou succeït per Alberto Fabra el 28 de juliol de 2011.

## Eleccions a les Corts Valencianes
Les eleccions legislatives se celebraren el 22 de maig de 2011 en les quals es triava al 99 diputats que conformen les Corts Valencianes en la seua VIIIa Legislatura. A la convocatòria es presentaven un total de 26 candidatures de les quals només quatre van obtindre representació parlamentària: el Partit Popular de la Comunitat Valenciana (PPCV), el Partit Socialista del País Valencià-PSOE (PSPV-PSOE), la Coalició Compromís (COMPROMÍS) i Esquerra Unida del País Valencià (EUPV).

### Candidatures[6]
| Circumscripció | Candidats | Altres candidatures |
| -------------- | --- | --- |
| Alacant        | PPCV: Sonia Castedo Ramos PSPV-PSOE:Ángel Luna González EUPV: Lluís Torró Gil COMPROMÍS: Mireia Mollà i Herrera                | ERPV, PCPE, PACMA, P. Humanista, Verds, UPyD España 2000, CVa, CDL, Falange Auténtica, MUP-R, PFyV, DN, UxV, CLr, De Verdad Contra la Crisi-UCE                                           |
| Castelló       | PPCV: Alberto Fabra Part PSPV-PSOE:Francisco Toledo Lobo COMPROMÍS: Josep Maria Pañella i Alcácer EUPV: Marina Albiol Guzmán   | UPyD, Verds, España 2000, ERPV, PCPE, PACMA, CVa, UxV, PFyV, CDL, DN |
| València       | PPCV: Francisco Enrique Camps Ortiz PSPV-PSOE:Jorge Alarte Gorbe COMPROMÍS: Enric Xavier Morera Català EUPV: Marga Sanz Alonso | CDL, ERPV, MUP-R, PCPE, UPyD, La República, CVa, UxV, España 2000, SPES, ENV-RVPVE, P. Humanista, Verds, Pdex, DN, CenB, FE de las JONS, Falange Auténtica, De Verdad Contra la Crisi-UCE |

#### Resultats electorals[7]
| Candidatura | Alacant | Alacant | Alacant | Alacant | Castelló | Castelló | Castelló | Castelló | València  | València | València | València | Total     | Total | Total  | Total |
| Candidatura | Vots    | %       | Escons  | Dif.    | Vots     | %        | Escons   | Dif.     | Vots      | %        | Escons   | Dif.     | Vots      | %     | Escons | Dif.  |
| PPCV        | 405.033 | 48,82   | 20      | +1      | 136.255  | 47,05    | 13       | +1       | 667.315   | 48,67    | 22       | -1       | 1.208.603 | 48,53 | 55     | +1    |
| PSPV-PSOE   | 243.347 | 29,33   | 12      | -2      | 87.889   | 30,35    | 9        | -1       | 353.657   | 25,80    | 12       | -2       | 684.893   | 27,50 | 33     | -5    |
| COMPROMÍS   | 37.276  | 4,49    | 1       | =       | 19.084   | 6,59     | 1        | =        | 118.727   | 8,66     | 4        | +2       | 175.087   | 7,03  | 6      | +2    |
| EUPV        | 43.826  | 5,28    | 2       | +1      | 14.669   | 5,07     | 1        | =        | 85.706    | 6,25     | 2        | +1       | 144.201   | 5,79  | 5      | +2    |
| Altres      | 65.199  | 7,86    | 0       | =       | 17.643   | 6,09     | 0        | =        | 88.132    | 6,43     | 0        | =        | 170.974   | 6,87  | 0      | =     |
| En blanc    | 21.033  | 2,53    |         |         | 8.042    | 2,78     |          |          | 36.704    | 2,68     |          |          | 65.779    | 2,64  |        |       |
| Total       | 829.719 | 69,36   | 35      |         | 289.566  | 70,81    | 24       |          | 1.370.962 | 72,94    | 40       |          | 2.490.247 | 71,46 | 99     |       |

## Corts Valencianes
D'acord amb els resultats electorals, els diputats electes preneren possessió de la seua acta com a diputats a principis del mes de juny de 2011 i celebraren la primera sessió plenària el 9 de juny en la qual es trià la Mesa de les Corts Valencianes presidida per Juan Cotino (PPCV). A la mateixa sessió preneren possessió el diputats i diputades, amb la novetat que el president de les Corts situà a la Mesa un crucifix provocant les crítiques de l'oposició. També es constituïren els quatre grups parlamentaris que componen la cambra: el Grup Parlamentari Popular (G.P. Popular), el Grup Parlamentari Socialista (G.P. Socialista), el Grup Parlamentari Compromís (G.P. Compromís) i el Grup Parlamentari d'Esquerra Unida (G.P. Esquerra Unida).

### Òrgans de govern

#### Mesa de les Corts Valencianes[1]
| Membres de la Mesa de les Corts Valencianes |           |                                                                                        |                              |
| Càrrec                                      | Partit    | Titular                                                                                | Foto                         |
| President                                   | PPCV      | Alejandro Font de Mora Turón →Juan Gabriel Cotino Ferrer, fins al 13 d'octubre de 2014 | Alejandro Font de Mora Turón |
| Vicepresident primer                        | PPCV      | Rafael Maluenda Verdú →Alejandro Font de Mora Turón, fins al 15 d'octubre de 2014      | Rafael Maluenda Verdú        |
| Vicepresident segon                         | PSPV-PSOE | Ana Barceló Chico →Ángel Luna González, fins al 29 de juliol de 2014                   | Sense imatge                 |
| Secretaria primera                          | PPCV      | Antonio Clemente Olivert →Angélica Gemma Such Ronda, fins al 17 d'octubre de 2012      |                              |
| Secretaria segona                           | PSPV-PSOE | Carmen Martínez Ramírez                                                                | Sense imatge                 |

#### Junta de síndics
La Junta de Síndics està formada pels membres de la Mesa així com pels Síndics o portaveus de tots els Grups Parlamentaris (GP) de les Corts Valencianes.
| Junta de Síndics de les Corts Valencianes |                  |                                                                                        |
| Càrrec                                    | Partit           | Titular                                                                                |
| President                                 | PPCV             | Alejandro Font de Mora Turón →Juan Gabriel Cotino Ferrer, fins al 13 d'octubre de 2014 |
| Vicepresident primer                      | PPCV             | Rafael Maluenda Verdú →Alejandro Font de Mora Turón, fins al 15 d'octubre de 2014      |
| Vicepresident segon                       | PSPV-PSOE        | Ana Barceló Chico →Ángel Luna González, fins al 29 de juliol de 2014                   |
| Secretaria primera                        | PPCV             | Antonio Clemente Olivert →Angélica Gemma Such Ronda, fins al 17 d'octubre de 2012      |
| Secretaria segona                         | PSPV-PSOE        | Carmen Martínez Ramírez                                                                |
| Síndic del G.P. Popular                   | PPCV             | Jorge Bellver Casaña →Rafael Blasco Castany, fins l'11 d'octubre de 2012               |
| Síndic del G.P. Socialista                | PSPV-PSOE        | Antonio Torres Salvador →Jorge Alarte Gorbe, fins al 2 d'abril de 2012                 |
| Síndic del G.P. Compromís                 | Compromís (BLOC) | Enric Morera i Català                                                                  |
| Síndic del G.P. Esquerra Unida            | EUPV             | Ignacio Blanco Giner →Marga Sanz Alonso (fins al 17 de novembre de 2014)               |

#### Diputació permanent
La Diputació Permanent té la funció de vetllar pels poders de la cambra en els períodes en què aquesta no es reuneixen, per vacances parlamentàries o per haver acabat el mandat. Està formada per la Mesa de les Corts i pels grups parlamentaris de manera proporcionada.

#### Comissions
Les comissions parlamentàries tenen com a funció principal conèixer els projectes, les proposicions o els afers que els encomana la Mesa de les Corts oïda la Junta de Síndics. Al Parlament hi ha comissions permanents i comissions no permanents.

##### Comissions Permanents
Són comissions Permanents les constituïdes per a tota una legislatura i previstes amb caràcter necessari en el Reglament, hom pot distingir entre comissions permanents legislatives i comissions permanents no legislatives. A les comissions permanents legislatives els correspon, essencialment, elaborar el dictamen dels projectes i les proposicions de llei, fins i tot poden arribar a aprovar lleis. Les comissions permanents no legislatives són aquelles, a les quals no correspon realitzar actuacions dirigides a l'aprovació de lleis.
| Comissions Permanents de les Corts Valencianes                                     | |                                              | |
| Legislatives                                                                       | Legislatives | No Legislatives                              | No Legislatives |
| Títol                                                                              | Mesa | Títol                                        | Mesa |
| Coordinació, Organització i Règim de les Institucions de la Generalitat Valenciana | Rafael Maluenda Verdú (president) (PPCV) Fernanda Vidal Causanilles (vicepresidenta) (PPCV) Eva Martínez Ruiz (secretària) (PSPV)         | Reglament                                    | Mesa de les Corts Valencianes |
| Governació i Ad. Local                                                             | Fernando M. Giner Giner (president) (PPCV) Vicente Betoret Coll (vicepresident) (PPCV) José Benlloch Fernández (secretari) (PSPV)         | Estatut dels Diputats i les Diputades        | Mesa de les Corts Valencianes |
| Educació i Cultura                                                                 | Soledad Linares Rodríguez (presidenta) (PPCV) Pedro Hernández Mateo (vicepresident) (PPCV) José Manuel Sánchez Asencio (secretari) (PSPV) | Peticions                                    | Mesa de les Corts Valencianes |
| Economia, Pressupostos i Hisenda                                                   | Cristina Moreno Fernández (presidenta) (PSPV) Jaime Mundo Alberto (vicepresident) (PPCV) Rubén Ibáñez Bordonau (secretari) (PPCV)         | Govern Interior                              | Mesa de les Corts Valencianes |
| Indústria, Comerç i Turisme                                                        | Luis B. Díaz Alperi (president) (PPCV) César Sánchez Pérez (vicepresident) (PPCV) Ana Barceló Chico (secretària) (PSPV)                   | Política Lingüística                         | Trinidad M. Miró Mira (presidenta) (PPCV) J. Mariano Castejón Chaler (vicepresident) (PPCV) Juan Soto Ramírez (secretari) (PSPV)           |
| Agricultura, Ramaderia i Pesca                                                     | Esther López Barceló (presidenta) (EUPV) Eduardo Ovejero Adelantado (vicepresident) (PPCV) Antonio Ángel Hurtado Roca (secretari) (PPCV)  | Dona i polítiques d'igualtat                 | Mª Elena Bonet Mancheño (presidenta) (PPCV) Rosa María Barrieras Mombrú (vicepresidenta) (PPCV) Verónica López Ramón (secretària) (PSPV)   |
| Obres Públiques i Transports                                                       | Rafael Ferraro Sebastiá (president) (PPCV) Jorge Bellver Casaña (vicepresident) (PPCV) Mª José Salvador Rubert (secretària) (PSPV)        | Afers Europeus                               | David F. Serra Cervera (president) (PPCV) César Sánchez Pérez (vicepresident) (PPCV) Alfredo M. Boix Pastor (secretari) (PSPV)             |
| Política Social i Ocupació                                                         | Mónica Oltra Jarque (presidenta) (COMPROMÍS) Yolanda García Santos (vicepresidenta) (PPCV) Ángela Barceló Martorell (secretària) (PPCV)   | Drets Humans i Tercer Món                    | Ángela M. Barceló Martorell (presidenta) (PPCV) Alfonso Rus Terol (vicepresident) (PPCV) Dèlia Valero Ferri (secretària) (PSPV)            |
| Sanitat i Consum                                                                   | Esther M. Franco Aliaga (presidenta) (PPCV) Mª José García Herrero (vicepresidenta) (PPCV) Vicente Arques Cortés (secretari) (PSPV)       | Noves Tecnologies i Societat del Coneixement | Vicente Rambla Momplet (president) (PPCV) María Teresa Parra Almiñana (vicepresidenta) (PPCV) Jordi Serra Ferrer (secretari) (PSPV)        |
| Medi Ambient                                                                       | Andrés A. Ballester Costa (president) (PPCV) Mª Elena Bonet Mancheño (vicepresidenta) (PPCV) Óscar Tena García (secretari) (PSPV)         | Seguretat Nuclear                            | Antonio V. Peral Villar (president) (PPCV) Sonia Castedo Ramos (vicepresidenta) (PPCV) Javier Carlos Macho Lorenzo (secretari) (PSPV)      |
| Desenrotllament de l'Estatut d'Autonomia de la Comunitat Valenciana                | Antonio Á. Clemente Olivert (president) (PPCV) Rita Barberá Nolla (vicepresidenta) (PPCV) Eva Martínez Ruiz (secretària) (PSPV)           | Control de l'Actuació de la RTVV             | Ricardo Martínez Rodríguez (president) (PPCV) Verónica Marcos Puig (vicepresidenta) (PPCV) Mª Vicenta Crespo Domínguez (secretària) (PSPV) |

##### Comissions No Permanents
Són comissions no Permanents les que poden crear-se eventualment, amb una finalitat concreta, que queden extingides en acabar el treball i, en tot cas, en acabar la legislatura. Dins de les comissions no permanents cal destacar comissions d'investigació la finalitat de les quals és la de fiscalitzar l'actuació del govern, que constitueixen un dels instruments de control del govern per part del Parlament.
A la VIIIa legislatura són:
- Comissió no permanent especial d'investigació sobre el procés que ha dut a la intervenció per part del Banc d'Espanya, el 21 de juliol de 2011, de la Caixa d'Estalvis del Mediterrani (CAM), amb la destitució de tots els gestors, en un procés de reestructuració adreçat a un nou intent de privatització que fins i tot podria desembocar en la desaparició.
- Comissió no permanent especial d'estudi de les tècniques i de les actuacions per a millorar el rendiment escolar i les possibilitats d'ocupació dels joves
- Comissió No Permanent Especial d'investigació sobre EMARSA, amb relació a la gestió i l'explotació de la depuradora de Pinedo des de la seua creació, la connexió amb altres entitats i les possibles responsabilitats en la liquidació de les despeses.

### Grups parlamentaris
| Grups parlamentaris de les Corts Valencianes |                                                                             |                       | |                 |
| Grup Parlamentari                            | Síndic                                                                      | Síndic                | Portaveus adjunts | Nombre d'escons |
| Grup Parlamentari                            | Titular                                                                     | Foto                  | Portaveus adjunts | Nombre d'escons |
| G.P. Popular                                 | Jorge Bellver Casaña →Rafael Blasco Castany (fins a l'11 d'octubre de 2012) |                       | Vicente Betoret Coll Rubén Ibáñez Bordonau →José Marí Olano (fins al 31 de desembre de 2012) César Sánchez Pérez →Alicia de Miguel García (fins al 22 de juliol de 2013) →David F. Serra Cervera (fins al 17 d'octubre de 2012) | 55              |
| G.P. Socialista                              | Antonio Torres Salvador →Jorge Alarte Gorbe (fins al 2 d'abril de 2012)     | Antonio Torres        | Carmen Ninet Peña Rafael Rubio Martínez →Cristina Moreno Fernández (fins al 2 d'abril de 2012) Francisco Toledo Lobo | 33              |
| G.P. Compromís                               | Enric Morera Català                                                         | Enric Morera i Català | Mónica Oltra Jarque Francesc Xavier Ferri Fayos →Juan Ignacio Ponce Guardiola (fins al 24 de maig de 2014) | 6               |
| G.P. Esquerra Unida                          | Ignacio Blanco Giner →Marga Sanz Alonso (fins al 17 de novembre de 2014)    | Ignacio Blanco Giner  | Marga Sanz Alonso →Ignacio Blanco Giner (fins al 17 de novembre de 2014) Esther López Barceló →Lluís Torró Gil (fins al 17 de novembre de 2014)                                                                                 | 5               |

## Generalitat Valenciana

### President

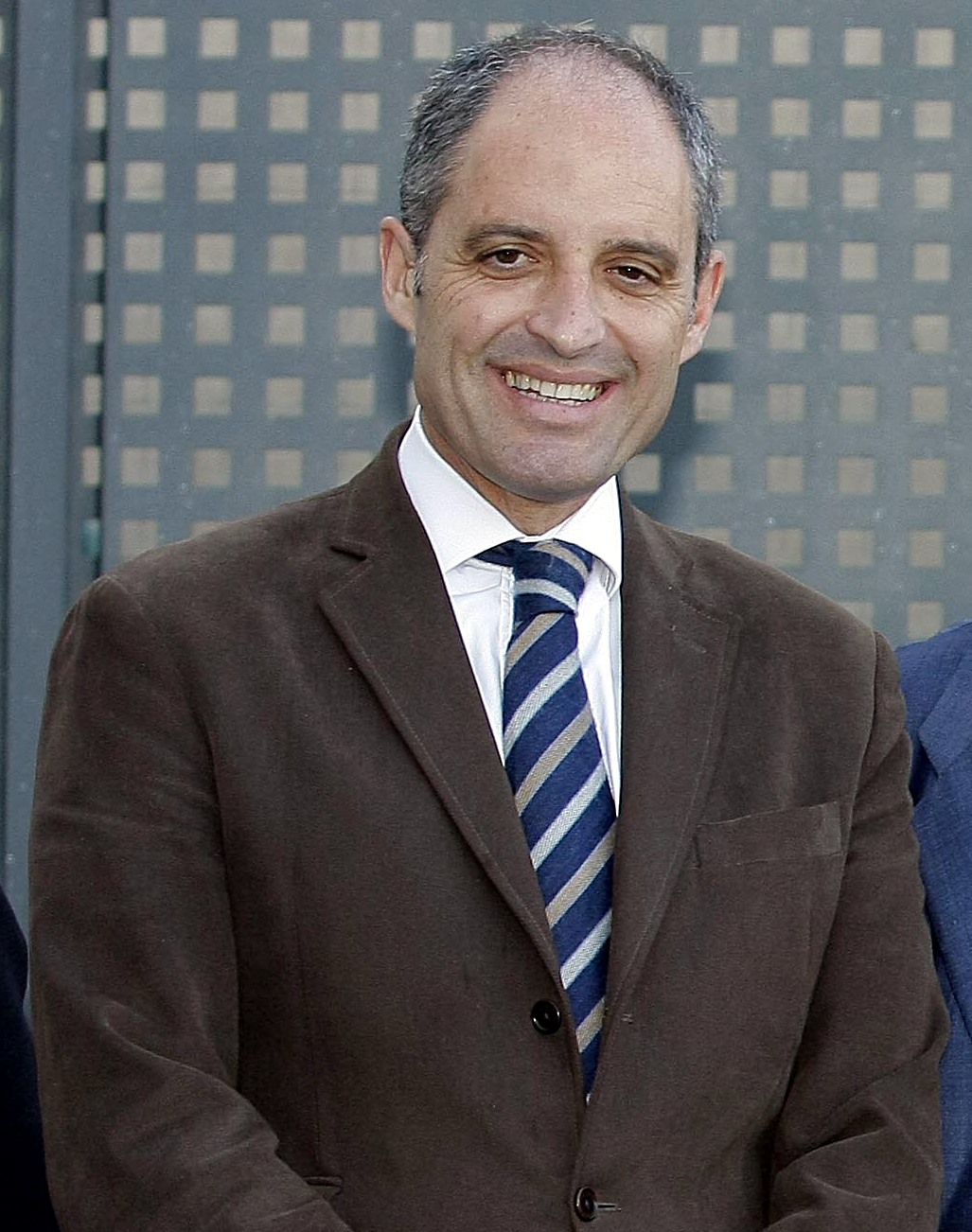
Francisco Camps, fou President de la Generalitat Valenciana el primer mes de la Legislatura

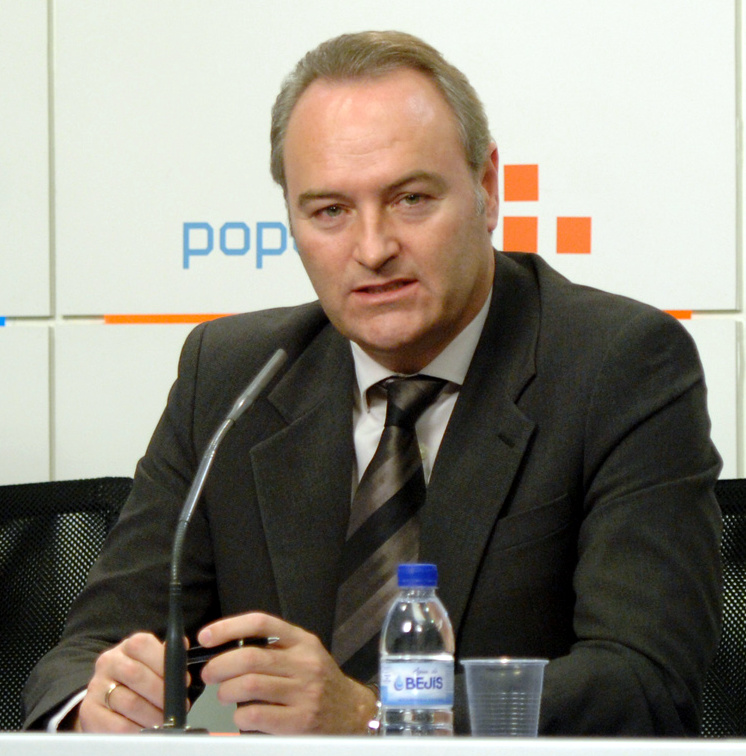
Alberto Fabra el va succeir a la Presidència de la Generalitat el juliol de 2011

El PPCV va guanyar les eleccions de maig de 2011 amb majoria absoluta, així el seu candidat Francisco Camps Ortiz fou investit President de la Generalitat a la sessió de les Corts Valencianes de 16 de juny de 2011 amb 55 vots a favor (del Grup Parlamentari Popular) i 43 vots contraris (dels grups parlamentaris Socialista, Compromís i Esquerra Unida). Francisco Camps va prendre possessió del càrrec el 21 de juny, per tercera vegada després d'haver guanyat també les eleccions de 2003 i 2007. Al seu discurs centrà els eixos de la seua acció de govern en el foment de l'ocupació i la dinamització de l'ocupació i la política industrial. El president Camps va fer pública la configuració del seu Consell el mateix dia 21 de juny a la vesprada.
Francisco Camps va dimitir el 20 de juliol del mateix any quan les investigacions del Cas Gürtel en el qual estava implicat presumien de la seua aleshores presumpta activa participació en la trama corruptiva. Camps va dir a la seua compareixença pública que «voluntàriament oferisc el sacrifici personal perquè Mariano Rajoy siga el pròxim president i perquè el PP governe a Espanya». La Junta Directiva Regional del PPCV va triar l'alcalde de Castelló Alberto Fabra Part com a successor de Camps a la presidència de la Generalitat i a la presidència del partit.
La sessió d'investidura d'Alberto Fabra se celebrà el 26 de juliol de 2011 a les Corts Valencianes, obtenint-se els mateixos resultats que a la sessió d'investidura de l'anterior president: 55 vots a favor contra 43 en contra. El nou President de la Generalitat Valenciana va prendre possessió del càrrec el 28 de juny referint-se al seu discurs al Corredor Mediterrani com un dels principals objectius, així com anuncia més transparència en l'acció de govern, marcant així distàncies amb el seu predecessor.

### Consell
El Consell de la Generalitat Valenciana en la VIII Legislatura ha sofert diverses modificacions, començant des del canvi del seu cap, el President de la Generalitat Francisco Camps que va dimitir un mes després del seu nomenament. El primer Consell, nomenat per Camps el 21 de juny de 2011, va prendre possessió el 22 de juny.
Alberto Fabra que va substituir Camps al cap del Consell, modificà la composició el desembre de 2011 amb la sortida de la Vicepresidenta i consellera de Presidència Paula Sánchez de León i el gener de 2012 amb la sortida del Conseller d'Economia, Indústria i Comerç Enrique Verdeguer. El febrer de 2012 realitzà canvis al segon escaló de l'administració de la Generalitat Valenciana amb 17 nous nomenaments.
El divendres 30 de novembre del 2012, dimití el conseller d'Hisenda José Manuel Vela. Durant la setmana anterior a la seua dimissió se succeïren les acusacions que durant una sessió plenària de les Corts Valencianes va facilitar al diputat Rafael Blasco, investigat pel cas Cooperació, un document confidencial que el jutge havia demanat a la Intervenció General de la Generalitat tot i que el conseller negà en tot moment este extrem. Hores després de la dimissió fou imputat pel TSJCV. De manera interina, les competències en Hisenda i Administració Pública foren assumides pel vicepresident José Ciscar fins que el 8 de desembre es remodelà de nou el Consell.
A la remodelació de desembre de 2012, Fabra nomena tres nous consellers: Juan Carlos Moragues Ferrer a Hisenda i Administració Pública, Manuel Llombart Fuertes en substitució de Luis Rosado a Sanitat i Asunción Sánchez Zaplana en substitució de Jorge Cabré a Benestar Social. També destitueix a Maritina Hernández, consellera d'Agricultura (que passa a gestionar el conseller Císcar) i Lola Johnson, Consellera de Turisme, Cultura i Esport i Portaveu del Consell (que també passa a mans del conseller Císcar).
Aquesta darrera remodelació comportà una reorganització de competències: desapareix la conselleria de Turisme, Cultura i Esport i la conselleria d'Educació, Formació i Ocupació. Turisme i Ocupació passen al departament que gestiona Máximo Buch i Cultura i Esport tornen a ubicar-se junt a Educació a la conselleria que gestiona Maria José Català. A més, la competència en Justícia (abans integrada amb Benestar Social) passa a incorporar-se a la Conselleria de Governació de Serafín Castellano. D'aquesta manera el Consell passa de 10 a 8 integrants.
José Ciscar, Vicepresident, Conseller d'Agricultura i Portaveu del Consell, és destituït d'aquesta darrera responsabilitat el 29 de maig de 2014 i relevat per la Consellera d'Educació, Cultura i Esport Maria José Català.
| Consell de la Generalitat a la VIII Legislatura           |                                                                               |                                                                               |                                                                               |                                                                               |                                                                              |                                                                                    |                                                                                    |                                                                                    |
| Conselleries                                              | Titulars                                                                      | Titulars                                                                      | Titulars                                                                      | Titulars                                                                      | Titulars                                                                     | Titulars                                                                           | Titulars                                                                           | Titulars                                                                           |
| Conselleries                                              | 21 de juny de 2011                                                            | 20 de juliol de 2011                                                          | 2 de gener de 2012                                                            | 23 de gener de 2012                                                           | 30 de novembre de 2012                                                       | 8 de desembre de 2012                                                              | 29 de maig de 2014                                                                 | 12 de juny de 2014                                                                 |
| Cap del Consell                                           | Francisco Camps Ortiz (PPCV)                                                  | Alberto Fabra Part (PPCV)                                                     | Alberto Fabra Part (PPCV)                                                     | Alberto Fabra Part (PPCV)                                                     | Alberto Fabra Part (PPCV)                                                    | Alberto Fabra Part (PPCV)                                                          | Alberto Fabra Part (PPCV)                                                          | Alberto Fabra Part (PPCV)                                                          |
| Vicepresidencia i Conselleria de Presidència              | Paula Sánchez de León Guardiola (PPCV)                                        | Paula Sánchez de León Guardiola (PPCV)                                        | José Císcar Bolufer (PPCV)                                                    | José Císcar Bolufer (PPCV)                                                    | José Císcar Bolufer (PPCV)                                                   | José Císcar Bolufer (PPCV)                                                         | José Císcar Bolufer (PPCV)                                                         | José Císcar Bolufer (PPCV)                                                         |
| Conselleria d'Economia, Indústria i Comerç                | Enrique Verdeguer Puig (Independent)                                          | Enrique Verdeguer Puig (Independent)                                          | Enrique Verdeguer Puig (Independent)                                          | Máximo Buch Torralva (Independent)                                            | Máximo Buch Torralva (Independent)                                           | Máximo Buch Torralva (Independent) Incorpora les competències d'Ocupació i Turisme | Máximo Buch Torralva (Independent) Incorpora les competències d'Ocupació i Turisme | Máximo Buch Torralva (Independent) Incorpora les competències d'Ocupació i Turisme |
| Conselleria d'Hisenda i Administració Pública             | José Manuel Vela Bargues (Independent) També gestionava Administració Pública | José Manuel Vela Bargues (Independent) També gestionava Administració Pública | José Manuel Vela Bargues (Independent) També gestionava Administració Pública | José Manuel Vela Bargues (Independent) També gestionava Administració Pública | José Císcar Bolufer (PPCV) interinament                                      | Juan Carlos Moragues Ferrer (Independent)                                          | Juan Carlos Moragues Ferrer (Independent)                                          | Juan Carlos Moragues Ferrer (Independent)                                          |
| Conselleria d'Educació, Cultura i Esport                  | José Ciscar Bolufer (PPCV) (Conseller d'Educació, Formació i Ocupació)        | José Ciscar Bolufer (PPCV) (Conseller d'Educació, Formació i Ocupació)        | Maria José Català Verdet (PPCV) (Consellera d'Educació, Formació i Ocupació)  | Maria José Català Verdet (PPCV) (Consellera d'Educació, Formació i Ocupació)  | Maria José Català Verdet (PPCV) (Consellera d'Educació, Formació i Ocupació) | Maria José Català Verdet (PPCV)                                                    | Maria José Català Verdet (PPCV)                                                    | Maria José Català Verdet (PPCV)                                                    |
| Conselleria de Sanitat                                    | Luis Rosado Bretón (Independent)                                              | Luis Rosado Bretón (Independent)                                              | Luis Rosado Bretón (Independent)                                              | Luis Rosado Bretón (Independent)                                              | Luis Rosado Bretón (Independent)                                             | Manuel Llombart Fuertes (PPCV)                                                     | Manuel Llombart Fuertes (PPCV)                                                     | Manuel Llombart Fuertes (PPCV)                                                     |
| Conselleria de Infraestructures, Territori i Medi Ambient | Isabel Bonig Trigueros (PPCV)                                                 | Isabel Bonig Trigueros (PPCV)                                                 | Isabel Bonig Trigueros (PPCV)                                                 | Isabel Bonig Trigueros (PPCV)                                                 | Isabel Bonig Trigueros (PPCV)                                                | Isabel Bonig Trigueros (PPCV)                                                      | Isabel Bonig Trigueros (PPCV)                                                      | Isabel Bonig Trigueros (PPCV)                                                      |
| Conselleria de Benestar Social                            | Jorge Cabré Rico (Independent) També gestionava Justícia                      | Jorge Cabré Rico (Independent) També gestionava Justícia                      | Jorge Cabré Rico (Independent) També gestionava Justícia                      | Jorge Cabré Rico (Independent) També gestionava Justícia                      | Jorge Cabré Rico (Independent) També gestionava Justícia                     | Asunción Sánchez Zaplana (PPCV)                                                    | Asunción Sánchez Zaplana (PPCV)                                                    | Asunción Sánchez Zaplana (PPCV)                                                    |
| Conselleria d'Agricultura, Pesca, Alimentació i Aigua     | Francisca Mercedes Hernández Miñana (PPCV)                                    | Francisca Mercedes Hernández Miñana (PPCV)                                    | Francisca Mercedes Hernández Miñana (PPCV)                                    | Francisca Mercedes Hernández Miñana (PPCV)                                    | Francisca Mercedes Hernández Miñana (PPCV)                                   | José Ciscar Bolufer (PPCV)                                                         | José Ciscar Bolufer (PPCV)                                                         | José Ciscar Bolufer (PPCV)                                                         |
| Conselleria de Turisme, Cultura, Esport                   | Dolores Johnson Sastre PPCV                                                   | Dolores Johnson Sastre PPCV                                                   | Dolores Johnson Sastre PPCV                                                   | Dolores Johnson Sastre PPCV                                                   | Dolores Johnson Sastre PPCV                                                  | Desapareix                                                                         | Desapareix                                                                         | Desapareix                                                                         |
| Conselleria de Governació                                 | Serafín Castellano Gómez (PPCV)                                               | Serafín Castellano Gómez (PPCV)                                               | Serafín Castellano Gómez (PPCV)                                               | Serafín Castellano Gómez (PPCV)                                               | Serafín Castellano Gómez (PPCV)                                              | Serafín Castellano Gómez (PPCV) Incorpora les competències de Justícia             | Serafín Castellano Gómez (PPCV) Incorpora les competències de Justícia             | Luis Santamaría Ruiz (PPCV)                                                        |
| Portaveu del Consell                                      | Dolores Johnson Sastre PPCV                                                   | Dolores Johnson Sastre PPCV                                                   | José Císcar Bolufer PPCV                                                      | José Císcar Bolufer PPCV                                                      | José Císcar Bolufer PPCV                                                     | José Císcar Bolufer PPCV                                                           | Maria José Català Verdet (PPCV)                                                    | Maria José Català Verdet (PPCV)                                                    |

## Eleccions municipals
Les eleccions municipals al País Valencià se celebraren el mateix dia que les autonòmiques, el 22 de maig de 2011. En aquestes es triava la formació dels ajuntaments o consells municipals dels 542 municipis valencians, amb un total de 5.784 regidors i regidores; així com la formació de les corporacions provincials o Diputacions.

### Resultats electorals
A les municipals de 2011, el partit guanyador fou el Partit Popular de la Comunitat Valenciana (PPCV), tant des del punt de vista global com a les principals capitals i ciutats del País Valencià amb el 47,78% dels vots i 2.958 regidors, front al 28,69% i els 1.886 regidors del segon partit, el Partit Socialista del País Valencià (PSPV-PSOE). El PPCV va obtindre majoria absoluta en 302 municipis i el PSPV-PSOE 93.
| Candidatura | Total     | Total | Total    | Principals ciutats del País Valencià | Principals ciutats del País Valencià | Principals ciutats del País Valencià | Principals ciutats del País Valencià | Principals ciutats del País Valencià | Principals ciutats del País Valencià | Principals ciutats del País Valencià | Principals ciutats del País Valencià | Principals ciutats del País Valencià | Principals ciutats del País Valencià | Principals ciutats del País Valencià | Principals ciutats del País Valencià |
| Candidatura | Total     | Total | Total    | València                             | València                             | València                             | Alacant                              | Alacant                              | Alacant                              | Elx                                  | Elx                                  | Elx                                  | Castelló de la Plana                 | Castelló de la Plana                 | Castelló de la Plana                 |
| Candidatura | Vots      | %     | Regidors | Vots                                 | %                                    | Regidors                             | Vots                                 | %                                    | Regidors                             | Vots                                 | %                                    | Regidors                             | Vots                                 | %                                    | Regidors                             |
| PPCV        | 1.170.875 | 47,78 | 2.958    | 208.727                              | 53,71                                | 20                                   | 75.434                               | 53,33                                | 18                                   | 49.626                               | 44,47                                | 14                                   | 34.707                               | 47,92                                | 15                                   |
| PSPV-PSOE   | 703.181   | 28,69 | 1.886    | 86.440                               | 22,24                                | 8                                    | 36.255                               | 25,63                                | 8                                    | 43.462                               | 38,94                                | 12                                   | 19.822                               | 27,37                                | 9                                    |
| COMPROMÍS   | 198.667   | 8,11  | 384      | 35.881                               | 9,23                                 | 3                                    | 5.317                                | 3,76                                 | 0                                    | 3.155                                | 2,83                                 | 0                                    | 6.572                                | 9,07                                 | 2                                    |
| EUPV        | 140.088   | 5,72  | 162      | 28.489                               | 7,33                                 | 2                                    | 11.008                               | 7,78                                 | 2                                    | 3.190                                | 2,86                                 | 0                                    | 4.257                                | 5,88                                 | 1                                    |
| UPyD        | 34.289    | 1,40  | 5        | 11.243                               | 2,89                                 | 0                                    | 7.306                                | 5,17                                 | 1                                    | 1.939                                | 1,74                                 | 0                                    | 2.764                                | 3,82                                 | 0                                    |
| Altres      | 203.211   | 8,00  | 389      | 17.815                               | 4,43                                 | 0                                    | 6.116                                | 4,17                                 | 0                                    | 10.234                               | 8,97                                 | 1                                    | 4.299                                | 5,67                                 | 0                                    |

## Administració local
L'Administració local al País Valencià comprén ajuntaments i diputacions segons la Constitució espanyola. Les eleccions locals que se celebraven el 22 de maig de 2011 determinaren la constitució i configuració d'ajuntaments i diputacions, l'11 de juny en el cas dels ajuntaments i entre els mesos de juny i juliol de 2011 les tres diputacions valencianes: Alacant (el 13 de juliol), Castelló (el 23 de juny) i València (el 12 de juliol).

### Diputacions provincials
L'elecció dels diputats provincials que conformaran la Diputació es fa per sufragi indirecte, de tal manera que les mateixes eleccions que es realitzen a cada municipi serveixen per determinar la distribució de diputats i diputades en un districte electoral superior, en aquest cas els diversos partits judicials que componen la província. Per tant, els diputats provincials necessàriament hauran d'haver sigut candidats a unes llistes electorals municipals i haver sigut triat regidors.
La composició de les tres diputacions provincials del País Valencià són:
| Diputacions provincials del País Valencià |                         |           |                |                |            |
|                                           | President               | President | President      | Composició     | Composició |
| Nom                                       | Partit                  | Foto      | Partit         | Diputats       |            |
| Alacant                                   | Luísa Pastor Lillo      | PPCV      | Luisa Pastor   | PPCV           | 20         |
| Alacant                                   | Luísa Pastor Lillo      | PPCV      | Luisa Pastor   | PSPV-PSOE      | 11         |
| Alacant                                   | Luísa Pastor Lillo      | PPCV      | Luisa Pastor   | Total          | 31         |
| Castelló                                  | Javier Moliner Gargallo | PPCV      | Javier Moliner | PPCV           | 18         |
| Castelló                                  | Javier Moliner Gargallo | PPCV      | Javier Moliner | PSPV-PSOE      | 8          |
| Castelló                                  | Javier Moliner Gargallo | PPCV      | Javier Moliner | BLOC-COMPROMÍS | 1          |
| Castelló                                  | Javier Moliner Gargallo | PPCV      | Javier Moliner | Total          | 27         |
| València                                  | Alfons Rus Terol        | PPCV      | Alfonso Rus    | PPCV           | 19         |
| València                                  | Alfons Rus Terol        | PPCV      | Alfonso Rus    | PSPV-PSOE      | 10         |
| València                                  | Alfons Rus Terol        | PPCV      | Alfonso Rus    | BLOC-COMPROMÍS | 1          |
| València                                  | Alfons Rus Terol        | PPCV      | Alfonso Rus    | EUPV           | 1          |
| València                                  | Alfons Rus Terol        | PPCV      | Alfonso Rus    | Total          | 31         |

### Ajuntaments
| Principals ajuntaments del País Valencià |                                                                            |         |                     |                |            |
|                                          | Alcalde                                                                    | Alcalde | Alcalde             | Composició     | Composició |
| Nom                                      | Partit                                                                     | Foto    | Partit              | Regidors       |            |
| València                                 | Rita Barberà Nolla                                                         | PPCV    | Rita Barberà        | PPCV           | 20         |
| València                                 | Rita Barberà Nolla                                                         | PPCV    | Rita Barberà        | PSPV-PSOE      | 8          |
| València                                 | Rita Barberà Nolla                                                         | PPCV    | Rita Barberà        | COMPROMÍS      | 3          |
| València                                 | Rita Barberà Nolla                                                         | PPCV    | Rita Barberà        | EUPV           | 2          |
| València                                 | Rita Barberà Nolla                                                         | PPCV    | Rita Barberà        | Total          | 33         |
| Alacant                                  | Miguel Valor Peidró →(Sonia Castedo Ramos fins al 26 de desembre de 2014)  | PPCV    | Miguel Valor Peidró | PPCV           | 18         |
| Alacant                                  | Miguel Valor Peidró →(Sonia Castedo Ramos fins al 26 de desembre de 2014)  | PPCV    | Miguel Valor Peidró | PSPV-PSOE      | 8          |
| Alacant                                  | Miguel Valor Peidró →(Sonia Castedo Ramos fins al 26 de desembre de 2014)  | PPCV    | Miguel Valor Peidró | EUPV           | 2          |
| Alacant                                  | Miguel Valor Peidró →(Sonia Castedo Ramos fins al 26 de desembre de 2014)  | PPCV    | Miguel Valor Peidró | UPyD           | 1          |
| Alacant                                  | Miguel Valor Peidró →(Sonia Castedo Ramos fins al 26 de desembre de 2014)  | PPCV    | Miguel Valor Peidró | Total          | 29         |
| Elx                                      | Mercedes Alonso García                                                     | PPCV    | Mercedes Alonso     | PPCV           | 14         |
| Elx                                      | Mercedes Alonso García                                                     | PPCV    | Mercedes Alonso     | PSPV-PSOE      | 12         |
| Elx                                      | Mercedes Alonso García                                                     | PPCV    | Mercedes Alonso     | PdE            | 1          |
| Elx                                      | Mercedes Alonso García                                                     | PPCV    | Mercedes Alonso     | Total          | 27         |
| Castelló de la Plana                     | Alfonso Bataller Vicent →Alberto Fabra Part (fins al 27 de juliol de 2011) | PPCV    | Alfonso Bataller    | PPCV           | 15         |
| Castelló de la Plana                     | Alfonso Bataller Vicent →Alberto Fabra Part (fins al 27 de juliol de 2011) | PPCV    | Alfonso Bataller    | PSPV-PSOE      | 9          |
| Castelló de la Plana                     | Alfonso Bataller Vicent →Alberto Fabra Part (fins al 27 de juliol de 2011) | PPCV    | Alfonso Bataller    | BLOC-COMPROMÍS | 2          |
| Castelló de la Plana                     | Alfonso Bataller Vicent →Alberto Fabra Part (fins al 27 de juliol de 2011) | PPCV    | Alfonso Bataller    | EUPV           | 1          |
| Castelló de la Plana                     | Alfonso Bataller Vicent →Alberto Fabra Part (fins al 27 de juliol de 2011) | PPCV    | Alfonso Bataller    | Total          | 27         |

## Cronologia
2011
- 22 de maig: Se celebren les eleccions a Corts i als ajuntaments
- 9 de juny: Sessió de constitució de les Corts Valencianes[1]
- 11 de juny: Sessió de constitució dels ajuntaments[42]
- 16 de juny: Sessió d'investidura del President de la Generalitat Francisco Camps a les Corts Valencianes[3]
- 21 de juny: Acte de presa de possessió del càrrec de President de la Generalitat per Francisco Camps[22]
- 22 de juny: Actes de presa de possessió dels Consellers del Consell de la Generalitat Valenciana[30]
- 23 de juny: Sessió de constitució de la Diputació de Castelló[44]
- 30 de juny: Sessió a les Corts Valencianes per a l'elecció dels senadors i senadores en representació de la Comunitat Valenciana. Resulten elegits: Julio de España Moya (PPCV), Alfonso Gustavo Ferrada Gómez (PPCV), Gerardo Camps Devesa (PPCV), Joan Lerma Blasco (PSPV-PSOE) i José María Ángel Batalla (PSPV)[50]
- 12 de juliol: Sessió de constitució de la Diputació de València[51]
- 13 de juliol: Sessió de constitució de la Diputació d'Alacant[52]
- 20 de juliol: El President de la Generalitat Francisco Camps anuncia la seua dimissió en roda de premsa cinc dies després de l'obertura de judici oral pel 'cas dels vestits', que el vincula amb la trama corruptiva Gürtel[24]
- 26 de juliol: Sessió d'investidura del nou President de la Generalitat Alberto Fabra a les Corts Valencianes[26]
- 30 de juliol: Sessió d'investidura del nou Alcalde de Castelló de la Plana Alfonso Bataller què substitueix a l'anterior Alberto Fabra, que renuncià per ser President de la Generalitat[53]
- 14 de setembre: Mayte Parra pren possessió de l'acta de diputada a les Corts en substitució de César Augusto Asencio, que va dimitir per ser Vicepresident de la Diputació d'Alacant[54]
- 19 d'octubre: Modesta Salazar pren possessió de l'acta de diputada a les Corts en substitució de Dolores Huesca, qua va morir dies abans[55][56]
- 8 de desembre: Antonio Lorenzo Paredes, María Nieves Martínez, Antonio Ángel Hurtado, María José Masip i María Pilar Sol Cortés prenen possessió de l'acta de diputats a les Corts en substitució de Gerardo Camps, Manuel Cervera, Mario Flores i Belén Juste elegits Diputat al Congrés dels Diputats a les eleccions generals de novembre i Eva Ortiz que fou triada Eurodiputada[57]
- 22 de desembre: Les Corts aproven els Pressupostos de la Generalitat per a 2012 amb 53 vots a favor i 43 en contra. Els comptes ascendeixen a 14.988 milions d'euros[58]
- 30 de desembre: Paula Sánchez de León, aleshores vicepresidenta del Consell i Consellera de Presidència de la Generalitat, és nomenada Delegada del Govern al País Valencià pel qual abandona els càrrecs al Consell del President Alberto Fabra[59]

2012
- 2 de gener: 1a Remodelació del Consell: Prenen possessió José Císcar i Maria José Català com a Vicepresident del Consell i Conseller de Presidència i Consellera d'Educació, Formació i Ocupació respectivament. La Consellera Lola Johnson deixa de ser portaveu del Consell, responsabilitat que recau en la Vicepresidència[60]
- 20 de gener: El Conseller d'Economia, Indústria i Comerç Enrique Verdeguer Puig dimiteix del càrrec en ser nomenat president d'Adif[61]
- 23 de gener: Máximo Buch pren possessió com a nou Conseller d'Economia, Indústria i Comerç de la Generalitat Valenciana[62]
- 25 de gener: Les Corts constitueixen la Comissió d'Investigació sobre la CAM[63]
- 15 de febrer: Les Corts constitueixen la Comissió d'Investigació sobre EMARSA[64]
- 22 de febrer: Sagrario Sánchez pren possessió de l'acta de diputada a les Corts en substitució de Paula Sánchez de León que deixà l'acta per ser nomenada Delegada del Govern al País Valencià[65]
- 2 d'abril: Renuncia el Síndic-portaveu del Grup Socialista a les Corts Jorge Alarte després de ser derrotat a per Ximo Puig al congrés del PSPV[66]
- 17 d'abril: Antonio Torres nomenat Síndic-portaveu del Grup Socialista a les Corts[67]
- 9 de maig: Miguel Ángel Guillén pren possessió de l'acta de diputat a les Corts en substitució de Vicent Esteve, qua va morir dies abans[68]
- 13 de juny: Rafael Blasco renuncia de manera temporal a les funcions i responsabilitats com a Síndic del grup parlamentari del PP, les quals són assumides pel sotssíndic Rafael Maluenda[69]
- 2 d'agost: Les Corts Valencianes celebren sessió de la Diputació Permanent[70]
- 3 d'octubre: Rafael Blasco dimiteix com a Síndic-portaveu del Grup Popular a les Corts després de ser imputat pel Cas Cooperació. És substituït per Jorge Bellver[14]
- 10 d'octubre: La direcció de PP aparta a Angélica Such de la secretaria primera de la Mesa de les Corts, així com a altres diputats de la direcció del grup parlamentari, tot i que mantenen l'acta de diputats. Són David Serra, Ricardo Costa i Vicente Rambla. Tots ells imputats a casos de corrupció política[71]
- 17 d'octubre: Antonio Clemente pren possessió del càrrec de Secretari Primer de la Mesa de les Corts en substitució d'Angélica Such, destituïda dies abans[72]
- 15 de novembre: Jordi Valentí Martínez Juan pren possessió de l'acta de diputat a les Corts en substitució de Ferran Josep Verdú Monllor que dimití poc abans[73]
- 30 de novembre: El Conseller d'Hisenda i Administració Pública José Manuel Vela dimiteix del càrrec en ser denunciat pels delictes de revelació de secrets, infidelitat en la custòdia de documents i encobriment.[74] El substitueix de manera interina en les funcions el Vicepresidents del Consell José Císcar[35]
- 8 de desembre: 2a Remodelació del Consell: El president de la Generalitat Alberto Fabra nomena tres nous consellers: Juan Carlos Moragues a Hisenda i Administració Pública, Manuel Llombart en substitució de Luis Rosado a Sanitat i Asunción Sánchez Zaplana en substitució de Jorge Cabré a Benestar Social. També destitueix a Maritina Hernández, consellera d'Agricultura (que passa a gestionar el conseller Císcar) i Lola Johnson, Consellera de Turisme, Cultura i Esport i Portaveu del Consell (que també passa a mans del conseller Císcar)[36]
- 14 de desembre: Elisa Díaz González pren possessió de l'acta de diputada a les Corts en substitució de Pedro Hernández Mateo que dimití després de ser condemnat per prevaricació en el Cas de la planta de transferència de residus de Torrevella[75][76]

2013
- 10 de gener: Manuel Miguel Bustamante pren possessió de l'acta de diputat a les Corts en substitució de José Marí que dimití dies abans per motius personals[77]
- 3 d'abril: Miguel Zaragoza Fernández pren possessió de l'acta de diputat a les Corts en substitució d'Antonio Ángel Hurtado que dimití dies abans per motius personals[78]
- 25 de juny: Rafael Blasco es dona de baixa al grup parlamentari del PP i passa a ser 'no adscrit'[79]
- 26 de juliol: Maria Rosa Roca pren possessió de l'acta de diputada a les Corts en substitució d'Alicia de Miguel que dimití uns dies enrere, hores abans de ser imputada dins el procés del Cas Gürtel[80]
- 18 de novembre: Vicente Soria pren possessió de l'acta de diputat a les Corts en substitució de María José Masipque dimití dies abans per motius personals[81]
- 19 de desembre: Les Corts aproven els Pressupostos de la Generalitat per a 2014 amb 52 vots a favor i 40 en contra. Els comptes ascendeixen a més de 16.000 milions d'euros[82]

2014